# Olsen-banden ser rødt
Olsen-banden ser rødt é um filme de drama dinamarquês de 1976 dirigido e escrito por Erik Balling e Henning Bahs. Foi selecionado como representante da Dinamarca à edição do Oscar 1977, organizada pela Academia de Artes e Ciências Cinematográficas.

## Elenco
- Ove Sprogøe - Egon Olsen
- Morten Grunwald - Benny Frandsen
- Poul Bundgaard - Kjeld Jensen
- Kirsten Walther - Yvonne Jensen
- Jes Holtsø - Børge Jensen
- Lene Brøndum - Fie